# مضلعة الأوراق
مضلعة الأوراق (الاسم العلمي: Pleurophyllum)، جنس من نباتات المنطقة القريبة من القطب الجنوبي  وتنتمي إلى قبيلة النجماوية ضمن فصيلة النجمية.
مضلعة الأوراق موطنها الأصلي الجزر المجاورة للقطب الجنوبي في نيوزيلندا (جزر أوكلاند وجزيرة كامبل وجزر المتناظرة) وأستراليا (جزيرة ماكواري).
الأنواع;
- مضلعة الأوراق الشعرية Hook.f., مرادف (تصنيف) P. oresigenesum, Albinia oresigenesum

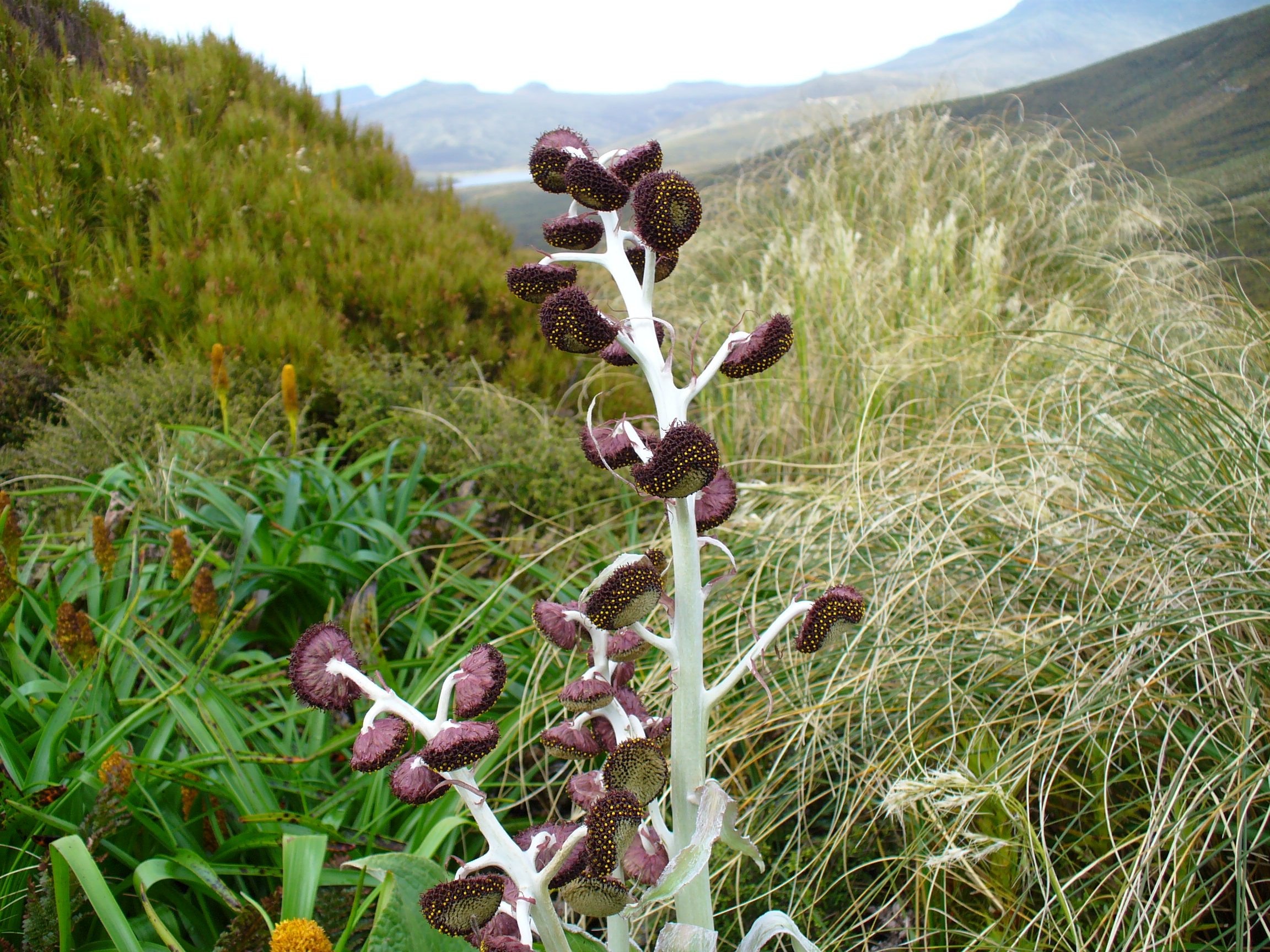
Pleurophyllum criniferum flowers on Campbell Island, with yellow-orange flowers of Bulbinella rossii behind

- مضلعة الأوراق هوكري Buch.
- مضلعة الأوراق الفاخرة Hook.f.